# Phill Niblock
Phill Niblock (Anderson, 2 ottobre 1933 – New York, 8 gennaio 2024) è stato un compositore di minimalismo e videografo statunitense, direttore dell'Experimental Intermedia, una fondazione di musica d'avanguardia situata a New York e con una sede parallela anche a Gand, in Belgio. Fu anche producer e direttore dell'etichetta discografica XI Records.

## Biografia
Dopo aver studiato economia all'Indiana University dal 1956, Niblock si trasferì a New York nel 1958 dove lavorò come regista e fotografo. In questo periodo inizìò a girare una serie di film, intitolata The Movement of People Working, spesso in ambienti rurali di molti paesi (Cina, Brasile, Portogallo Lesotho, Porto Rico, Hong Kong, Artide, Messico, Ungheria, Monti Adirondack, Perù). I filmati di questa serie furono spesso riprodotti durante i suoi concerti e le sue installazioni sonore. Iniziò a comporre musica dalla fine degli anni sessanta, pubblicando album di musica minimalista. Dopo essere divenuto membro-artista dell'Experimental Intermedia nel 1968, Niblock ne divenne il direttore nel 1985. Dalla fine degli anni novanta sostituì le apparecchiature analogiche con quelle digitali. Durante il primo decennio del nuovo millennio compose anche alcuni lavori per orchestra: (Disseminate, Three Orchids, Tow For Tom e 4 Chorch +1).
Morì a New York l'8 gennaio 2024 all'età di 90 anni.

## Stile
Per comporre la sua musica, Niblock adoperò spesso nastri e registrazioni di lunghe note (generate da strumenti tradizionali e successivamente sottoposte a overdubbing), strutturate poi in ogni sua composizione in quattro, otto o sedici pattern (benché, sostituendo le tecnologie analogiche con quelle digitali negli anni novanta, poté adoperare fino a quaranta pattern contemporaneamente). Con questa stratificazione delle note estese (leggermente modificate nell'altezza dei suoni) Niblock riuscì a produrre, di conseguenza, nuovi pattern più complessi. Il dualismo "staticità-dinamismo" caratterizzante spesso la musica di Niblock, benché strettamente riconducibile agli esperimenti della drone music, fece la differenza tra la sua musica e quella degli altri compositori minimalisti, sia per la tecnica compositiva (a differenza degli altri compositori minimalisti Niblock adoperò spesso i soli nastri), sia per le differenti sonorità. L'immenso numero di collaborazioni di Niblock ebbe importanza cruciale per la sua carriera musicale; fra i collaboratori vi furono David Gibson, Petr Kotik, Susan Stenger, Eberhard Blum, Rafael Toral, David First, Lee Ranaldo, Thurston Moore, Robert Poss, Ulrich Krieger, Carol Robinson, Kaspar T. Toeplitz e Rheinold Friedl.

## Discografia
- Touch Strings (contiene Stosspeng; Poure; One Large Rose). Touch, 2009.
- G2 44 +/X 2 (contiene Guitar Too, for Four—Toral Version; Guitar too, for Four—the Massed Version). Moikai, 2006.
- Touch Three (contiene Harm; Sethwork; Lucid Sea; Parker's Altered Mood, aka Owed to Bird; Zrost; Not yet titled; Valence; Alto tune; Sax Mix). Touch, 2006.
- Disseminate (contiene Disseminate Ostrava; Kontradictionaries; Disseminate Q-O2). Mode Records, 2004.
- The Movement of People Working, DVD, Extreme Records, 2003 (colonna sonora) (contiene Every Tune; Summing III; Four Arthurs; E for Gibson; Cello & Bassoon; A Mix of Cello & Bassoon and Contrabassoon & Contrabass; A Third Trombone; According to Guy, version III; and Not Untitled, Knot Untied – Old)
- Touch Food (contiene Sea Jelly Yellow; Sweet Potato; Yam Almost May; Pan-Fried 70). Touch, 2003.
- Touch Works, for Hurdy Gurdy and Voice (contiene Hurdy Hurry; A Y U (aka As Yet Untitled); A Y U, Live). Touch, 2000.
- YPGPN (contiene Held Tones; Didjeridoos and Don'ts; Ten Auras; Ten Auras Live; A Trombone Piece; A Third Trombone; Unmentionable Piece for Trombone and Sousaphone). XI Records, 2002 (originally released 1994 on Blast First/Mute Records).
- Music by Phill Niblock (contiene Five More String Quartets; Early Winter). XI Records, 1993
- Four Full Flutes (contiene P K; S L S; P K & S L S; Winterbloom Too). XI Records, 1990.

## Filmografia
- Sun Ra - The Magic Sun (1966)